# Charles Arthur Everett
Pour les articles homonymes, voir Everett.
Charles Arthur Everett  (1828 - 1909) est un homme d'affaires et un homme politique canadien du Nouveau-Brunswick.

## Biographie
Charles Arthur Everett naît le 24 mars 1828. Conservateur, il tente d'obtenir en 1882 un siège de député fédéral de la circonscription de la Cité et comté de Saint-Jean mais il est battu. Il remporte toutefois le siège lors d'une élection partielle le 20 octobre 1885 à la suite du décès du député en place, Isaac Burpee. Il se représente aux élections suivantes en 1887 mais est à nouveau battu. Il meurt le 16 mai 1909.